# Vlag van Hoogeveen

Vlag van Hoogeveen

De vlag van Hoogeveen is sinds 17 april 1958 de officiële gemeentevlag van de Drentse gemeente Hoogeveen. In dat jaar werd de vlag door de gemeenteraad van Hoogeveen vastgesteld en ingeschreven in het vlaggenboek van de Hoge Raad van Adel. Daarvoor voerde de gemeente deze vlag al sinds 1925, nadat de vlag was aangeboden door een plaatselijke vereniging ter gelegenheid van het 300-jarig bestaan van Hoogeveen. 
De vlag bestaat uit twee horizontale banen van gelijke hoogte. De bovenste baan heeft de kleur Nassaus blauw, de onderste baan de kleur opaque wit. De exacte betekenis van deze kleuren is niet bekend. Op de website van de gemeente Hoogeveen wordt gesuggereerd dat het blauw refereert aan de bloeiende heide en het wit aan het in de zon spiegelende water van de vennen, plassen en meren.